# Kowalewice Nowe
Kowalewice Nowe (prononciation : [kɔvalɛˈvit͡sɛ ˈnɔvɛ]) est un village polonais de la gmina de Świercze dans le powiat de Pułtusk de la voïvodie de Mazovie dans le centre-est de la Pologne.
Il se situe à environ 5 kilomètres à l'est de Świercze (siège de la gmina), 18 kilomètres à l'ouest de Pułtusk (siège du powiat) et à 51 kilomètres au nord de Varsovie (capitale de la Pologne).
Le village compte approximativement une population de 143 habitants en 2006.

## Histoire
De 1975 à 1998, le village appartenait administrativement à la voïvodie de Ciechanów.